# ینگی-دهقان (شهرستان سوزک)
ینگی-دهقان (به لاتین: Jangy-Dyykan) یک منطقهٔ مسکونی در قرقیزستان است که در شهرستان سوزک واقع شده‌است. ینگی-دهقان ۲٬۲۷۹ نفر جمعیت دارد.